# Цилиндровый замок

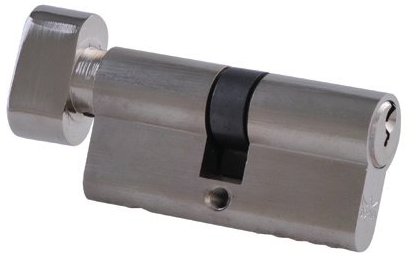
Евро-профильный цилиндр

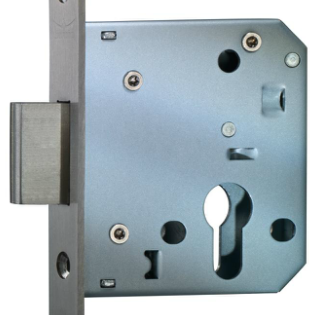
Врезной замок с местом для цилиндрового механизма

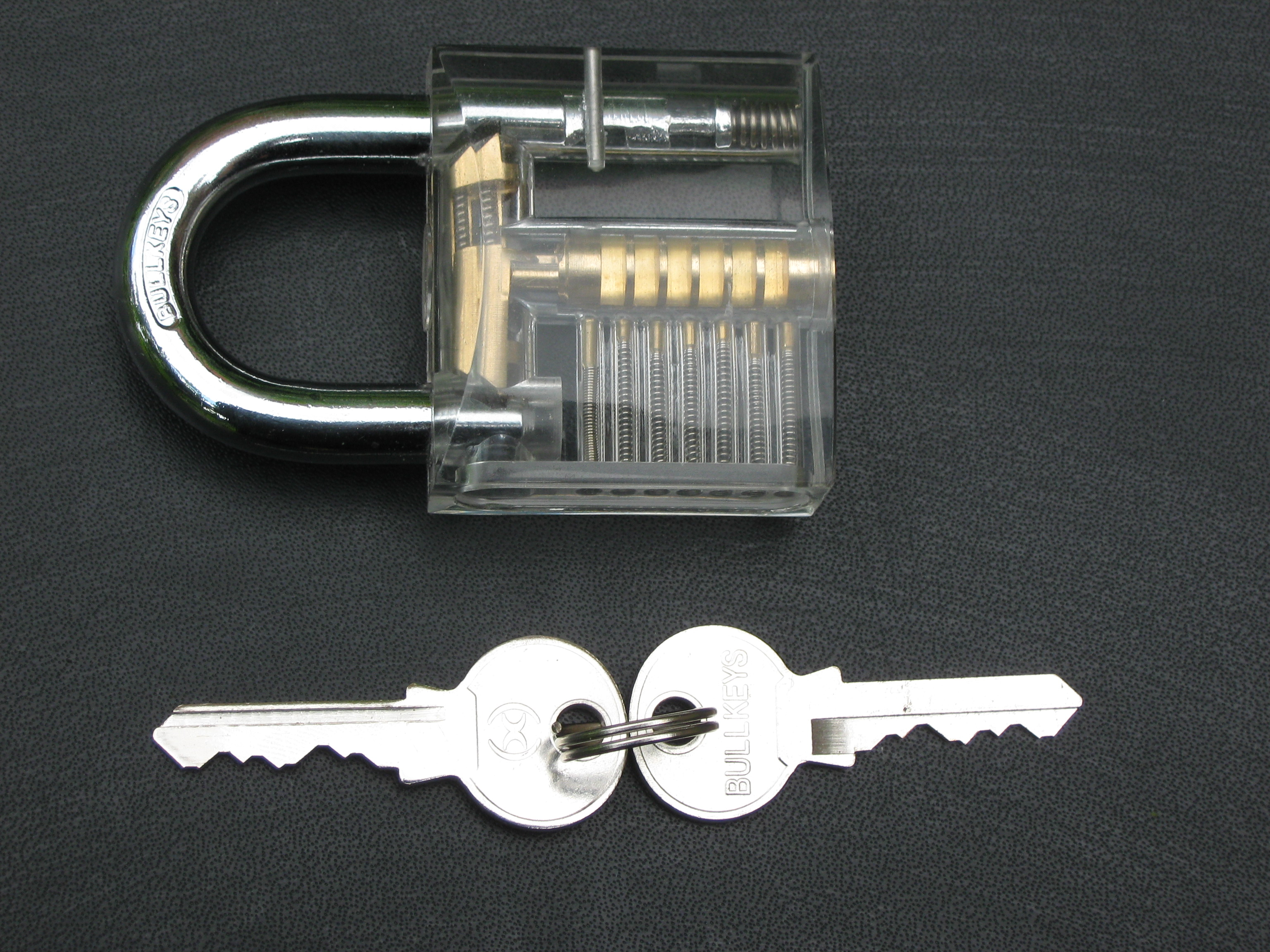
Навесной замок с цилиндровым механизмом видным через прозрачный корпус

Цилиндровый механизм — разновидность механизма секретности (МС) замка, рабочей частью которого является цилиндр, который может быть повёрнут в корпусе только тогда, когда в скважину внутри цилиндра вставлен штатный (свой) ключ. К таковым относят штифтовые, дисковые, рамочные, магнитные и некоторые специальные МС. Первоначально каждая фирма-изготовитель патентовала и изготавливала такой механизм (сердечник, или «личинку») своего типоразмера, но со второй половины XX века стали изготавливать унифицированный каплевидный корпус с торцевым креплением, благодаря чему такие блоки (личинки) разных производителей теперь взаимозаменяемы. Это обстоятельство обуславливает большую популярность таких механизмов в сегменте бытовых замков, хотя их конструкция слабее многих других с точки зрения сопротивления вандальному (силовому) вскрытию.

## История

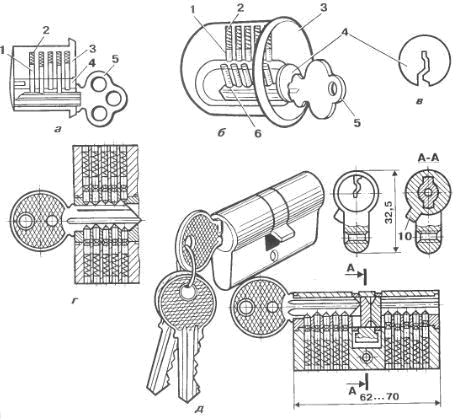
Разновидности цилиндровых замков:
(а) — американский замок XIX в.;
(б) — односторонний однорядный цилиндровый замок;
(в) — анфас цилиндра (сердечника);
(г) — односторонний двухрядный цилиндровый замок;
(д) — двухсторонний однорядный цилиндровый замок.

Родоначальник цилиндровых замочных механизмов — англичанин Джозеф Брама, который в 1784 г. запатентовал оригинальный замок. Второй патент на усовершенствованный замок был им получен в 1798 г. МС замка Брама представлял собой наружный полый цилиндр (стакан), который крепился к корпусу замка винтами. Внутри стакана — полый цилиндр с продольными внутренними пазами. В пазах размещены подпружиненные «вперед» пластинки с поперечными прорезями, выполненные на разных расстояниях от края. Если пластинки утопить так, чтобы они выстраивались прорезями на уровне поперечного стопорного кольца, внутренний цилиндр может быть повернут. Ключ — трубка с двумя бородками. На торце шесть продольных прорезей разной глубины (утапливают пластинки на разную глубину) и наружная бородка, которая передает усилие вращения.
Вторым в списке «отцов» цилиндровых замочных механизмов считается Дж. А. Блейк (J.A. Blake). Он в 1833 г. получил патент на устройство, которое считают прадедушкой современных широко распространённых «tabular lock» (трубчатых или цилиндрических замков). Система во многом повторяет систему Брама, но изобретатель использовал штифты, которые двигаются продольно оси МС. Отмечают сходство данной конструкции с одним из патентов Йейла-младшего. В патенте № 31,278 от 29 1861 Л. Йейл-младший зафиксировал свои права на «post-office drawer lock», который, как следует из названия, является одним из прародителей современных замков для «почтового ящика», где засов (щеколда) вращается. Блокировка вращения МС осуществлялась четырьмя подпружиненными «вверх» разрезными штифтами. Внутри корпуса внутренний цилиндр удерживался задней крышкой, привинченной двумя винтами. Ключ — стержень, характерный еще для штифтового замка Л. Йейла-старшего (№ 3,630 13 июня 1844 г.), но бородка ключа представляла собой единичный продольный паз, дно которого было разновысоким по длине (волнистым). Крепился замок (корпус) сверху двумя винтами.
В патенте № 48,475, выданном Л. Йейлу-младшему 27 июня 1865 г., был представлен замок с горизонтальным ригелем. Блокировка вращения МС осуществлялась пятью подпружиненными «вниз» разрезными штифтами. Крепление МС осуществлялось внутри корпуса винтом сбоку (аналогично современному), но доступ к винту возможен был только после демонтажа всего замка и вскрытия корпуса. В этом патенте Йейлом-младшим впервые был применён ключ плоского профиля (без продольных нарезок) с волнистой (для незаострённых зубцов) бородкой — фактически осевое сечение прежнего ключа. Передача усилия от ключа к ригелю замка осуществлялась закрепленным на заднем торце внутреннего цилиндра МС рычаге (флажке). В обоих патентах Йейла-младшего корпус МС односторонний, в форме короткого цилиндра с широкой шайбой на конце.
Ни в одном из описанных выше устройств МС не был предназначен для оперативной замены. Это заслуга многочисленных, но более поздних изобретателей.

## Принцип действия и схема
Наиболее распространён штифтовый цилиндровый замок. В нём через цилиндр и корпус проходит ряд подпружиненных штифтов. Каждый штифт разделён на две части различной длины. Когда ключ в замок не вставлен или вставлен чужой ключ, штифты препятствуют повороту цилиндра. Когда в замок вставлен «свой» ключ, торцы половинок штифтов находятся точно на границе между цилиндром и корпусом, в результате цилиндр легко поворачивается.
Механизм цилиндровых замков состоит из следующих узлов и деталей:
1) сердечника с узким фасонным сквозным пазом для плоского ключа и четырёх-пяти борозд, которые расположены в одну линию перпендикулярно к положению оси сердечника в центре узкой стороны бороздки;
2) круглого (или фасонного) корпуса со сквозным проёмом для сердечника и линией бороздок сквозного типа на утолщённой боковине, которые располагаются соотносительно борозд в сердечнике;
3) штифтов-сувальд разной величины (длины), соответственно с профилем ключа, закладываемых в бороздки (каналы) сердечника (внутренний ряд);
4) штифтов-сувальд одной величины (длины), которые заряжаются в борозды (каналы) корпуса (внутренний ряд), их совокупность также именуют магазином;
5) спиралевидных пружин (по количеству штифтов во внутреннем ряду);
6) заглушки (одной общей или несколькими), которая перекрывает бороздки (каналы) цилиндрового корпуса после сборки замка.

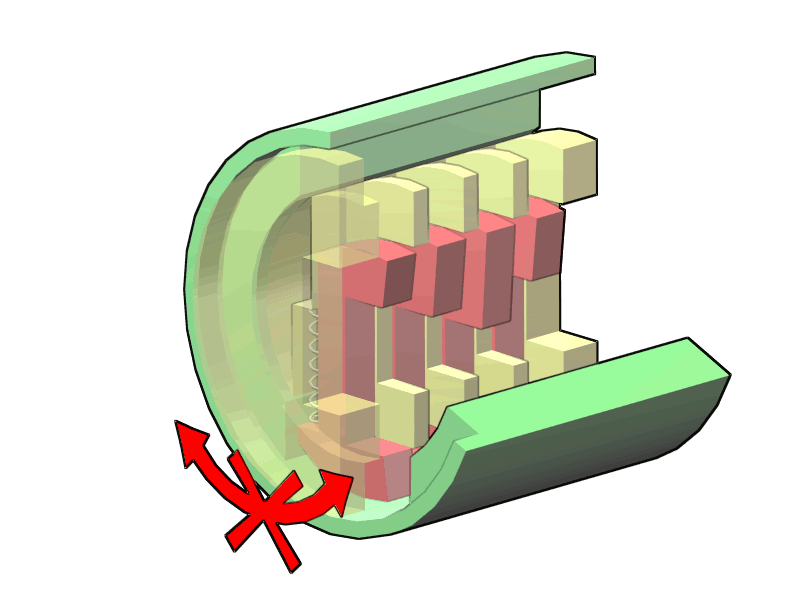
Исходное состояние
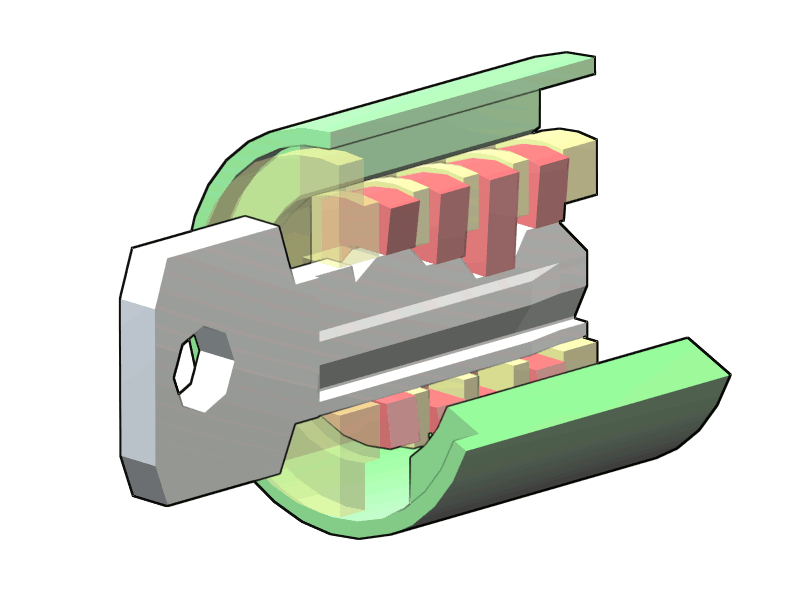
«Чужой» ключ
- «Свой» ключ
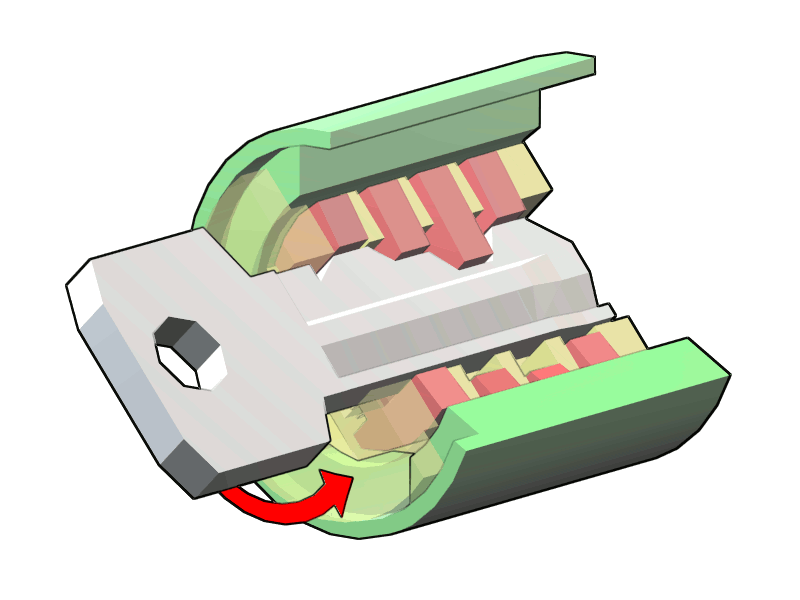
Открытие замка

Кроме штифтовых, получили распространение рамочные механизмы цилиндровых замков. В них в качестве секрета используется ряд подпружиненных рамок с зубцами. Если ключ не вставлен или вставлен чужой ключ, эти зубцы входят в паз, препятствуя повороту цилиндра. Лишь когда вставлен правильный ключ, зубцы выходят из паза, позволяя поворачиваться цилиндру. Рамочные замки более компактны, чем штифтовые, но более уязвимы для взлома.

Исходное состояние
«Свой» ключ
«Свой» ключ
Открытие замка

Также встречаются замки в стандартном корпусе цилиндрового замка, в которых установлен дисковый механизм Хенрикссона, так как последний по габаритам подходит для установки в такой корпус.
Существуют цилиндровые замки, которые могут открываться и закрываться двумя ключами с различным профилем рабочей поверхности. Обычно такие замки изготавливают комплектами, в которых любой замок можно открыть как индивидуальным ключом, так и главным — одним на весь комплект.

## Степень надёжности

Схематичное изображение открывания замка с цилиндровым механизмом ключом (верхний ряд) и отмычкой (средний и нижний ряд)

Цилиндровые замки достаточно просты по конструкции и надёжны в повседневной эксплуатации. Что касается методов вскрытия, их разработано достаточно много из-за широкого распространения таких замков. С другой стороны, благодаря простой конструкции есть возможность её дальнейшего совершенствования и усложнения, направленного на увеличение стойкости к вскрытию. Поэтому на рынке имеется широкая гамма сердечников, от недорогих, обеспечивающих минимальную защиту, до личинок большой сложности, в которых может присутствовать сразу несколько видов секретных механизмов и множество технических решений для защиты от вскрытия. Однако, даже самый дорогой сердечник замка может не обеспечивать надлежащей защиты при неправильной установке: например, если личинка сильно выступает за плоскость двери, взломщик может попытаться её вырвать. Любой, даже самый сложный и дорогой замок не даёт 100% гарантии защиты от взлома, меры защиты должны соответствовать возможному риску.